# Premastering
Premastering bezeichnet den letzten Arbeitsschritt vor der Erstellung eines Glasmasters zur Vervielfältigung von CDs oder DVDs, das Erstellen eines endgültigen Premasters.
Dieser Vorgang, oft auch nur Mastering genannt, kann je nach Format der CD/DVD sehr unterschiedlich ausfallen. Der übliche Standard ist hier der Red- bzw. Yellow-Book-Standard.
- Bei einer CD-ROM entspricht dieser Vorgang dem Brennen einer Zusammenstellung von Daten auf eine CD-R im gewünschten Format, z. B. mit Autostart-Funktion.
- Bei einer CD-Audio hingegen ist dieser Vorgang etwas aufwendiger. Hier wird in einem Tonstudio unter anderem der letzte klangliche Feinschliff, die Titelreihenfolge, das Erstellen von Fades und Pausen zwischen den Titeln und das Anlegen von EAN und ISRCs vor dem Brennen auf CD-R vorgenommen.
- Bei einer DVD ist der Vorgang des Premasterings noch aufwendiger, da dieser im Prinzip den Vorgang des Authorings darstellt und in einem Authoring-Studio erfolgt. Hier wird das meistens bereits auf Band fertig geschnittene Film- und Audiomaterial beim Encoding zunächst in ein MPEG-Format übertragen. Nach dem Anlegen einer Menüstruktur wird der Film dann auf eine DVD-R oder ein DLT gebannt.

Das resultierende Premaster, ob für CD-ROM, CD-Audio oder DVD, wird schließlich zur 1:1-Übertragung auf das Glasmaster verwendet. Der Vorgang des Premasterings muss also sehr gewissenhaft erfolgen, da er die letzte Instanz zur Fehlerkorrektur darstellt, bevor das Medium in einer hohen Auflage vervielfältigt wird.